# Eddie Murphy
Edward Regan "Eddie" Murphy (sinh 3 tháng 4 năm 1961) là một diễn viên hài, nhà văn, ca sĩ, đạo diễn và nhạc công Mỹ.
Là diễn viên hài nổi tiếng bậc nhất của Mỹ. Anh từng tham gia rất nhiều phim, trong đó có một số tác phẩm vô cùng ăn khách như: Meet Dave, Dream Girls, Tower HeistA cũng là ca sĩ nhạc Soul tài năng, sở hữu nhiều bản hit đình đám. Ngoài diễn xuất, Eddie còn sở hữu nhiều tài lẻ đáng ngưỡng mộ trong đó có âm nhạc. Với giọng ca trầm ấm, điêu luyện và cách luyến láy đầy bản năng. Từ bệ phóng điện ảnh, ngôi sao mới Eddie Murphy không giới hạn mình trong hào quang ban đầu mà nâng cao danh tiếng bằng một abum nhạc Soul vô cùng thành công với nhiều ca khúc Hit đứng đầu các bảng xếp hạng: Party all the time, Put your mouth on me, How could It be, Loves allright, Remember The Time kết hợp cùng các huyền thoại âm nhạc như: Michael Jackson, Steven Wonder...
Những bộ phim của Murphy khiến cho anh là diễn viên có doanh thu cao thứ nhì tại Hoa Kỳ. Anh là một diễn viên thường xuyên trên Saturday Night Live từ năm 1980 đến năm 1984 và làm diễn viên tấu hài. Anh đã được xếp hạng #10 trên danh sách của Comedy Central về 100 diễn viên tấu hài vĩ đại nhất mọi thời đại.
Ông đã được đề cử giải Quả cầu vàng cho diễn xuất của anh trong 48 Hrs, Beverly Hills Cop, Trading Places, and The Nutty Professor.
Murphy làm diễn viên lồng tiếng bao gồm Thurgood Stubbs trong The PJs, Donkey trong sê-ri Shrek va long Mộc Tu trong Hoa Mộc Lan của Disney. Trong một số phim của anh, anh đóng nhiều vai ngoài vai chính của mình. Eddie Murphy khởi nghiệp diễn xuất từ năm 19 tuổi và trở thành một trong những diễn viên hài kịch nổi tiếng nhất trong thế hệ cùng thời với anh. Dù là một trong những tên tuổi "hot" nhất trong thị trường phim hài Hollywood nhưng Murphy chưa từng giành được một giải Oscar nào, ông chỉ giành được một giải Quả Cầu Vàng và thậm chí từng giành cả giải Mâm xôi vàng vì vai diễn quá tệ trong 2 phim "The Adventures of Pluto Nash" và "Norbit".
Năm 1982, Murphy được mời tham gia bộ phim đầu tiên trong sự nghiệp: 48 Hrs. Diễn xuất của anh trong vai một tên trộm đường phố tinh quái nhưng hết lòng giúp đỡ ông cảnh sát ngốc nghếch nhưng khó tính đã nhận được sự khen ngợi của giới phê bình và khán giả.
Kể từ năm 1997 cho tới nay, Murphy chủ yếu xuất hiện trong các bộ phim hài mang tính gia đình
Eddie Murphy kết hôn với Nicole Mitchell năm 1990 sau hai năm chung sống trước hôn nhân. Họ có với nhau 5 người con, đến 2006 thì chia tay.
Dư luận đồn đoán với tính cách phong lưu, đa tình như vua hề thì việc Mitchell muốn giữ chân anh suốt đời là việc khó hơn lên trời. Trong suốt quá trình hai người chung sống từ năm 1988 đến 2006

## Thời trẻ
Eddie Murphy, sinh ngày 03.04.1961, tại Bushwick Brooklyn New York trong một gia đình hạ lưu khốn khó. Mẹ của anh, Lillian - một người trực điện thoại, còn cha của anh là Charles Edward Murphy - một cảnh sát trung chuyển và là một diễn viên hài kịch nghiệp dư. Cha mẹ ly hôn khi anh còn rất nhỏ. Năm lên 8 tuổi, cha của Eddie - Lilian Murphy đã bị chính bạn gái mới quen của mình bắn chết tại nhà riêng trong lúc hai người xảy ra mâu thuẫn.
Cái chết đột ngột của cha là cú sốc lớn làm thay đổi hoàn toàn cuộc sống vốn khá tĩnh lặng của Eddie. Còn mẹ anh, một phụ nữ yếu đuối dù đã dứt tình với người cha xấu số cũng ngay lập tức bị đột quỵ và khủng hoảng, phải vào bệnh viện tâm thần để điều trị. Eddie cùng với anh trai Charles Murphy phải chật vật làm đủ mọi nghề từ bán hàng, phát báo, tờ rơi cho tới phục vụ nhà hàng để mưu sinh và có tiền chữa trị cho người mẹ bệnh tật.
Tuổi thơ của Eddie Murphy từng được anh miêu tả giống như trang nhật ký đẫm nước mắt. Anh từng nghĩ đến việc sẽ chấm dứt cuộc sống bằng cách tự sát. Nhưng ý chí, nghị lực và khát khao cháy bỏng thoát ra khỏi kiếp sống đen tối trong khu nhà ổ chuột tồi tàn đã giúp Eddie vươn lên trở thành một trong những thanh niên ưu tú nhất của thành phố nơi anh sinh sống.
Dù luôn bị cuộc đời hắt hủi, phải ngụp lặn trong muôn vàn khó khăn, thiếu thốn nhưng Eddie lại sở hữu tính cách vui vẻ, dí dỏm, luôn lạc quan. Sự tương phản chói màu trong con người của Eddie chính là lý tưởng sống cao hơn mọi nỗi buồn trong đời thực.
Ngay từ khi ở trung học với khả năng thiên bẩm, sự thông minh Eddie Murphy đã luôn giữ vai trò là chủ xị của những bữa tiệc gây cười hấp dẫn, được bạn bè phong tặng danh hiệu chàng hề của lớp. Năm 15 tuổi, trong khi bạn bè cùng trang lứa vẫn say mê, ngủ quên với những giấc mơ thiên thần, Eddie Murphy đã lặng lẽ tự thực hiện bộ phim hài đầu tiên bằng số tiền làm thêm ít ỏi, đánh dấu sự chạm ngõ nghệ thuật thứ bảy. Dù chỉ là một tác phẩm nhỏ nhưng Eddie đã tự làm tất cả mọi việc, từ lên ý tưởng kịch bản, đạo diễn cho tới diễn xuất, viết nhạc, thể hiện ca khúc chủ đề.
Bộ phim thành công ngoài sức tưởng tượng và sự mong đợi của Eddie khi anh liên tục được các câu lạc bộ giải trí trong thành phố mời mang phim đến trình chiếu, thể hiện ca khúc đầu tay. Khâm phục khả năng, sự vươn lên, ý chí mạnh mẽ của cậu bé trung học nghèo khó, hai ông chủ của hãng Comic Strip, một hãng phim đình đám của Mỹ đã quyết định hiện thực hóa giấc mơ trở thành diễn viên chuyên nghiệp của Eddie.